# Melanasomyia aberrans
Melanasomyia aberrans är en tvåvingeart som först beskrevs av Louis-Paul Mesnil 1957. Melanasomyia aberrans ingår i släktet Melanasomyia och familjen parasitflugor.
Artens utbredningsområde är Myanmar. Inga underarter finns listade i Catalogue of Life.